# Iván Velasco
Iván Velasco Murillo (født 7. februar 1980) er en tidligere spansk professionel cykelrytter.